# Grand Prix automobile d'Italie 2010
GP précédent GP suivant
Le Grand Prix automobile d'Italie 2010 (Formula 1 Gran Premio Santander d'Italia 2010), disputé sur l'Autodromo Nazionale di Monza le 12 septembre 2010, est la soixante-et-unième édition du Grand Prix, la 834e course du championnat du monde de Formule 1 courue depuis 1950 et la quatorzième manche du championnat 2010. 
Les organisateurs du Grand Prix et la FIA ont annoncé des modifications du circuit au niveau des chicanes Rettifilo et Roggia à la suite des plaintes, en 2009, des pilotes qui jugeaient les vibreurs excessivement hauts, les voitures décollant de plusieurs dizaines de centimètres lors de passages à vitesse élevée. Ainsi, derrière chaque point de corde, les vibreurs ont été remplacés par de nouveaux éléments en béton de forme moins agressive. Les ralentisseurs en plastique en forme de bosses noires placés autour des chicanes restent toutefois en place pour ralentir les pilotes coupant la trajectoire lors d'un freinage raté.

## Essais libres

### Vendredi matin
| Pos. | Pilote           | Voiture          | Chrono         | Écart     |
| ---- | ---------------- | ---------------- | -------------- | --------- |
| 1    | Jenson Button    | McLaren-Mercedes | 1 min 23 s 693 |           |
| 2    | Sebastian Vettel | Red Bull-Renault | 1 min 23 s 790 | + 0 s 097 |
| 3    | Lewis Hamilton   | McLaren-Mercedes | 1 min 23 s 967 | + 0 s 274 |
| 4    | Robert Kubica    | Renault          | 1 min 24 s 120 | + 0 s 427 |
| 5    | Nico Rosberg     | Mercedes         | 1 min 24 s 129 | + 0 s 436 |
| 6    | Mark Webber      | Red Bull-Renault | 1 min 24 s 446 | + 0 s 753 |

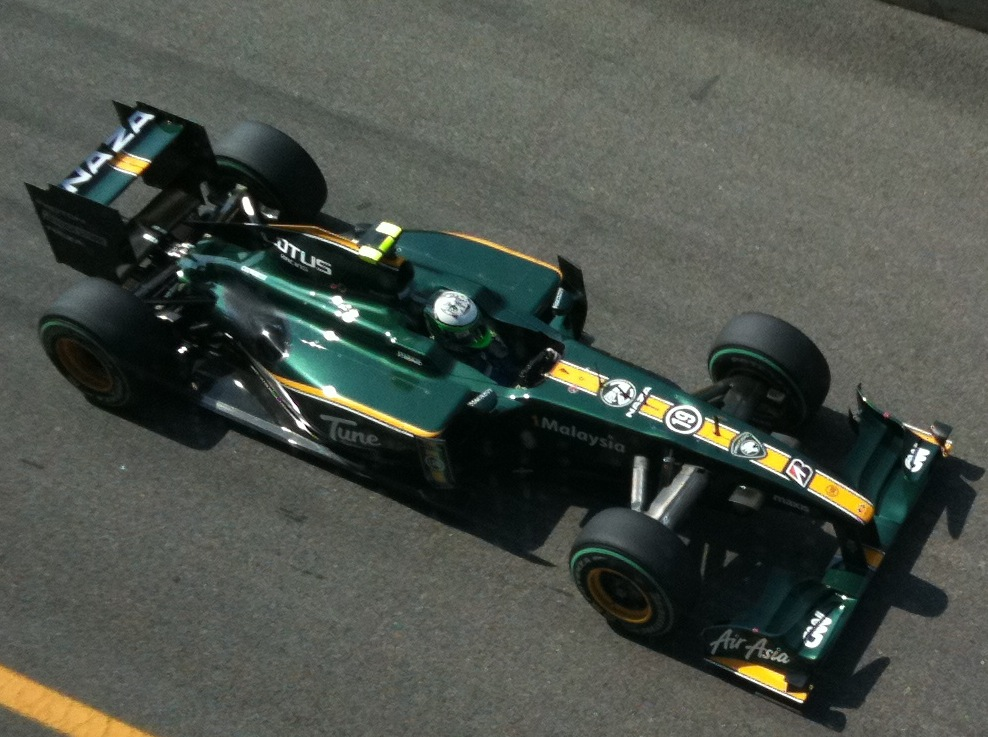
Heikki Kovalainen au Grand Prix d'Italie

- Note : Paul di Resta, pilote essayeur chez Force India, remplace Adrian Sutil lors de cette séance d'essais.

### Vendredi après-midi

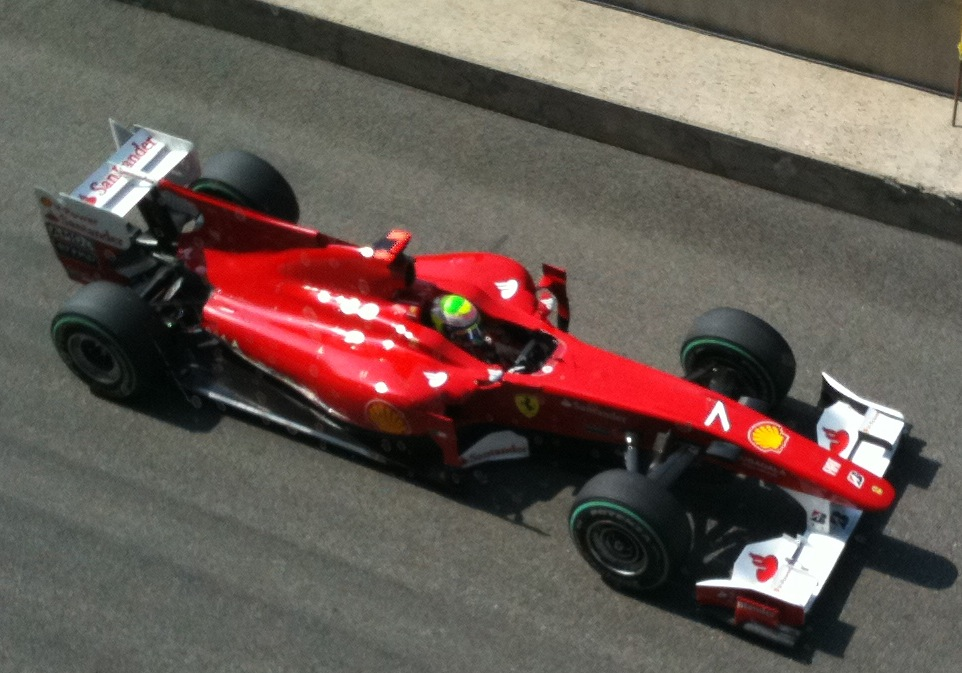
Felipe Massa au Grand Prix d'Italie

| Pos. | Pilote           | Voiture          | Chrono         | Écart     |
| ---- | ---------------- | ---------------- | -------------- | --------- |
| 1    | Sebastian Vettel | Red Bull-Renault | 1 min 22 s 839 |           |
| 2    | Fernando Alonso  | Ferrari          | 1 min 22 s 915 | + 0 s 076 |
| 3    | Felipe Massa     | Ferrari          | 1 min 23 s 061 | + 0 s 222 |
| 4    | Lewis Hamilton   | McLaren-Mercedes | 1 min 23 s 154 | + 0 s 315 |
| 5    | Jenson Button    | McLaren-Mercedes | 1 min 23 s 210 | + 0 s 371 |
| 6    | Nico Rosberg     | Mercedes         | 1 min 23 s 415 | + 0 s 576 |

### Samedi matin
| Pos. | Pilote           | Voiture          | Chrono         | Écart     |
| ---- | ---------------- | ---------------- | -------------- | --------- |
| 1    | Lewis Hamilton   | McLaren-Mercedes | 1 min 22 s 498 |           |
| 2    | Sebastian Vettel | Red Bull-Renault | 1 min 22 s 545 | + 0 s 047 |
| 3    | Fernando Alonso  | Ferrari          | 1 min 22 s 644 | + 0 s 146 |
| 4    | Felipe Massa     | Ferrari          | 1 min 22 s 648 | + 0 s 150 |
| 5    | Jenson Button    | McLaren-Mercedes | 1 min 22 s 724 | + 0 s 226 |
| 6    | Mark Webber      | Red Bull-Renault | 1 min 22 s 946 | + 0 s 448 |

## Grille de départ

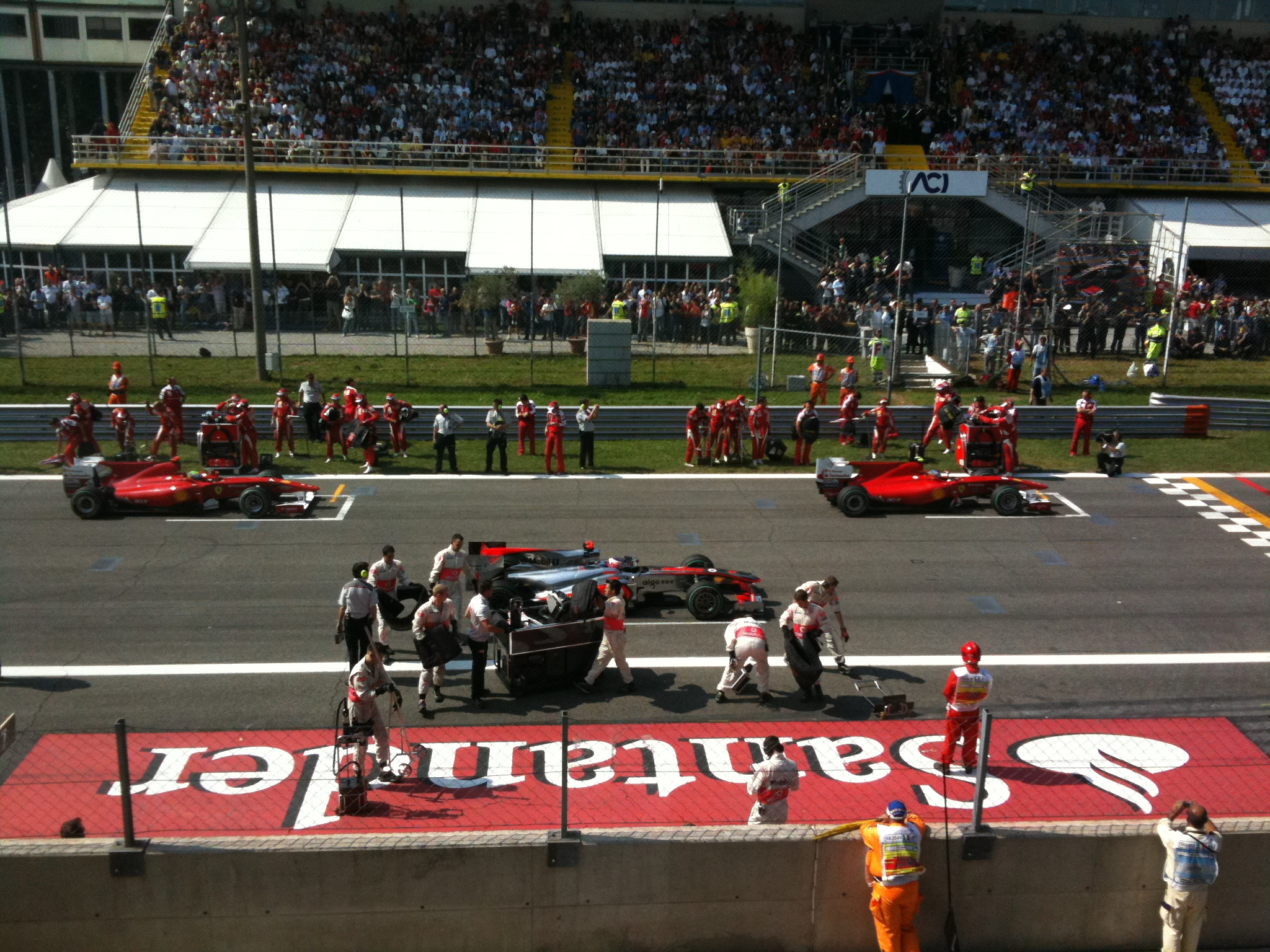
La mise en grille du Grand Prix

| Pos. | Pilote             | Écurie               | Qualifications 1 | Qualifications 2 | Qualifications 3 |
| ---- | ------------------ | -------------------- | ---------------- | ---------------- | ---------------- |
| 1    | Fernando Alonso    | Ferrari              | 1 min 22 s 646   | 1 min 22 s 297   | 1 min 21 s 962   |
| 2    | Jenson Button      | Mclaren-Mercedes     | 1 min 23 s 085   | 1 min 22 s 354   | 1 min 22 s 084   |
| 3    | Felipe Massa       | Ferrari              | 1 min 22 s 421   | 1 min 22 s 610   | 1 min 22 s 293   |
| 4    | Mark Webber        | Red Bull-Renault     | 1 min 23 s 431   | 1 min 22 s 706   | 1 min 22 s 433   |
| 5    | Lewis Hamilton     | McLaren-Mercedes     | 1 min 22 s 830   | 1 min 22 s 394   | 1 min 22 s 623   |
| 6    | Sebastian Vettel   | Red Bull-Renault     | 1 min 23 s 235   | 1 min 22 s 701   | 1 min 22 s 675   |
| 7    | Nico Rosberg       | Mercedes             | 1 min 23 s 529   | 1 min 23 s 055   | 1 min 23 s 027   |
| 8    | Nico Hülkenberg    | Williams-Cosworth    | 1 min 23 s 516   | 1 min 22 s 989   | 1 min 23 s 037   |
| 9    | Robert Kubica      | Renault              | 1 min 23 s 234   | 1 min 22 s 880   | 1 min 23 s 039   |
| 10   | Rubens Barrichello | Williams-Cosworth    | 1 min 23 s 695   | 1 min 23 s 142   | 1 min 23 s 328   |
| 11   | Adrian Sutil       | Force India-Mercedes | 1 min 23 s 493   | 1 min 23 s 199   |                  |
| 12   | Michael Schumacher | Mercedes             | 1 min 23 s 840   | 1 min 23 s 388   |                  |
| 13   | Kamui Kobayashi    | BMW Sauber-Ferrari   | 1 min 24 s 273   | 1 min 23 s 659   |                  |
| 14   | Sébastien Buemi    | Toro Rosso-Ferrari   | 1 min 23 s 744   | 1 min 23 s 681   |                  |
| 15   | Jaime Alguersuari  | Toro Rosso-Ferrari   | 1 min 24 s 083   | 1 min 23 s 919   |                  |
| 16   | Pedro de la Rosa   | BMW Sauber-Ferrari   | 1 min 24 s 442   | 1 min 24 s 044   |                  |
| 17   | Jarno Trulli       | Lotus-Cosworth       | 1 min 25 s 540   |                  |                  |
| 18   | Heikki Kovalainen  | Lotus-Cosworth       | 1 min 25 s 742   |                  |                  |
| 19   | Vitantonio Liuzzi  | Force India-Mercedes | 1 min 25 s 774   |                  |                  |
| 20   | Vitaly Petrov      | Renault              | 1 min 24 s 086   | 1 min 23 s 819   |                  |
| 21   | Lucas di Grassi    | Virgin-Cosworth      | 1 min 25 s 974   |                  |                  |
| 22   | Bruno Senna        | HRT-Cosworth         | 1 min 26 s 847   |                  |                  |
| 23   | Sakon Yamamoto     | HRT-Cosworth         | 1 min 27 s 020   |                  |                  |
| 24   | Timo Glock         | Virgin-Cosworth      | 1 min 25 s 934   |                  |                  |

- Notes :
  - Timo Glock, auteur du 21e temps des qualifications a été rétrogradé de cinq places pour changement de boîte de vitesses et s'élancera de la 24e position.

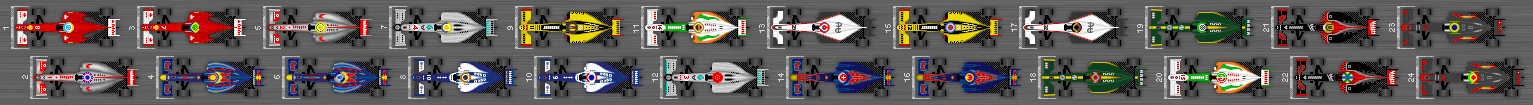
La grille de qualification du Grand Prix.

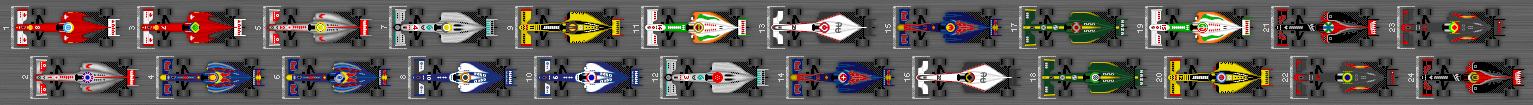
La grille de départ du Grand Prix.

  - Vitaly Petrov, auteur du 15e temps des qualifications a été rétrogradé de cinq places pour avoir gêné Timo Glock et s'élancera de la 20e position.

## Course

### Déroulement de l'épreuve
Au moment du départ du Grand Prix, la température est de 24 °C dans l’air et 35 °C sur la piste. Kamui Kobayashi prend le départ depuis la pitlane à la suite de problèmes de boîte de vitesses (il abandonnera avant de boucler son premier tour). À l’extinction des feux, Jenson Button prend le meilleur départ et dépasse le poleman Fernando Alonso qui conserve l’avantage sur Felipe Massa. Quelques secondes plus tard, dans la chicane, Lewis Hamilton attaque Massa pour le gain de la troisième place mais l’accroche, casse une biellette de direction et abandonne. Au premier passage sur la ligne, Button précède Alonso, Massa, Nico Rosberg, Robert Kubica, Nico Hülkenberg, Sebastian Vettel, Michael Schumacher et Mark Webber.
Adrian Sutil rentre dès la fin du premier tour pour changer ses pneus tendres pour des durs et reprend la piste en fond de peloton. En tête de la course, Button, Alonso et Massa forment un trio séparé par moins de 2 secondes au 10e passage. Rosberg suit à 7 s et Kubica à 9 s. Au treizième tour, Button compte 1,6 seconde d’avance sur Alonso et 3 s sur Massa. 
Au vingtième tour, Vettel connaît un problème de frein quand l’une des plaquettes reste bloquée sur un disque après le freinage pour la chicane Ascari, pénalisant son accélération. Vettel se fait dépasser par son coéquipier Webber dans la ligne droite avant de retrouver le plein usage de sa monoplace quelques instants plus tard. Au trentième tour, Button est toujours en tête devant Alonso, Massa, Rosberg, Kubica, Hülkenberg, Webber, Vettel, Schumacher et Sébastien Buemi.
Vitantonio Liuzzi s’arrête au trente-et-unième tour pour changer ses pneus et est imité par Kubica et Buemi au 34e tour, Rosberg et Webber au 35e, Button au 36e, Alonso et Barrichello au 37e et Massa au 38e. Parmi les hommes de tête, seul Sebastian Vettel reste en piste et poursuit en pneus tendres. Le grand bénéficiaire de ces changements de pneus est Alonso qui reprend la piste devant le museau de la monoplace de Button. Au quarantième tour, Alonso précède Button de moins d'une seconde, Massa de 4 s, Vettel de 6 s, Rosberg de 25 s, Hülkenberg de 28 s et Webber de 29 secondes.
Fernando Alonso creuse peu à peu l’écart sur Button. Derrière lui, en 4e position, Vettel change enfin ses pneus à l’entame du dernier tour et conserve sa position alors que, quelques instants avant, Webber a enfin pris l’avantage sur Hülkenberg après un duel de plusieurs tours.
Fernando réalise le quatrième Hat-trick de sa carrière, Button et Massa l’accompagnent sur le podium. Rosberg, Hülkenberg, Webber, Vettel, Kubica, Schumacher et Barrichello complètent le top-10.

### Classement de la course
| Pos. | no | Pilote             | Écurie               | Tours | Temps/Abandon                      | Grille | Points |
| ---- | -- | ------------------ | -------------------- | ----- | ---------------------------------- | ------ | ------ |
| 1    | 8  | Fernando Alonso    | Ferrari              | 53    | 1 h 16 min 24 s 572 (240,850 km/h) | 1      | 25     |
| 2    | 1  | Jenson Button      | McLaren-Mercedes     | 53    | + 2 s 938                          | 2      | 18     |
| 3    | 7  | Felipe Massa       | Ferrari              | 53    | + 4 s 223                          | 3      | 15     |
| 4    | 5  | Sebastian Vettel   | Red Bull-Renault     | 53    | + 28 s 196                         | 6      | 12     |
| 5    | 4  | Nico Rosberg       | Mercedes             | 53    | + 29 s 942                         | 7      | 10     |
| 6    | 6  | Mark Webber        | Red Bull-Renault     | 53    | + 31 s 276                         | 4      | 8      |
| 7    | 10 | Nico Hülkenberg    | Williams-Cosworth    | 53    | + 32 s 812                         | 8      | 6      |
| 8    | 11 | Robert Kubica      | Renault              | 53    | + 34 s 028                         | 9      | 4      |
| 9    | 3  | Michael Schumacher | Mercedes             | 53    | + 44 s 948                         | 12     | 2      |
| 10   | 9  | Rubens Barrichello | Williams-Cosworth    | 53    | + 1 min 04 s 213                   | 10     | 1      |
| 11   | 16 | Sébastien Buemi    | Toro Rosso-Ferrari   | 53    | + 1 min 05 s 056                   | 14     |        |
| 12   | 15 | Vitantonio Liuzzi  | Force India-Mercedes | 53    | + 1 min 06 s 106                   | 19     |        |
| 13   | 12 | Vitaly Petrov      | Renault              | 53    | + 1 min 18 s 919                   | 20     |        |
| 14   | 22 | Pedro de la Rosa   | BMW Sauber-Ferrari   | 52    | + 1 tour                           | 16     |        |
| 15   | 17 | Jaime Alguersuari  | Toro Rosso-Ferrari   | 52    | + 1 tour                           | 15     |        |
| 16   | 14 | Adrian Sutil       | Force India-Mercedes | 52    | + 1 tour                           | 11     |        |
| 17   | 24 | Timo Glock         | Virgin-Cosworth      | 51    | + 2 tours                          | 24     |        |
| 18   | 19 | Heikki Kovalainen  | Lotus-Cosworth       | 51    | + 2 tours                          | 18     |        |
| 19   | 20 | Sakon Yamamoto     | HRT-Cosworth         | 51    | + 2 tours                          | 23     |        |
| 20   | 25 | Lucas di Grassi    | Virgin-Cosworth      | 51    | + 2 tours                          | 21     |        |
| Abd. | 18 | Jarno Trulli       | Lotus-Cosworth       | 46    | Boîte de vitesses                  | 17     |        |
| Abd. | 21 | Bruno Senna        | HRT-Cosworth         | 11    | Hydraulique                        | 22     |        |
| Abd. | 2  | Lewis Hamilton     | McLaren-Mercedes     | 0     | Accrochage                         | 5      |        |
| Abd. | 23 | Kamui Kobayashi    | BMW Sauber-Ferrari   | 0     | Boîte de vitesses                  | 13     |        |

### Pole position et record du tour
- Pole position :  Fernando Alonso (Ferrari) en 1 min 21 s 962 (254,445 km/h).
- Meilleur tour en course :  Fernando Alonso (Ferrari) en 1 min 24 s 139	 (247,861 km/h) au cinquante-deuxième tour.

### Tours en tête
- Jenson Button (McLaren-Mercedes) : 35 tours (1-35)
- Fernando Alonso (Ferrari) : 16 tours (36 / 39/53)
- Felipe Massa (Ferrari) : 2 tours (37-38)

## Classements généraux à l'issue de la course
| Pos. | Pilote             | Écurie               | Points |
| ---- | ------------------ | -------------------- | ------ |
| 1    | Mark Webber        | Red Bull-Renault     | 187    |
| 2    | Lewis Hamilton     | McLaren-Mercedes     | 182    |
| 3    | Fernando Alonso    | Ferrari              | 166    |
| 4    | Jenson Button      | McLaren-Mercedes     | 165    |
| 5    | Sebastian Vettel   | Red Bull-Renault     | 163    |
| 6    | Felipe Massa       | Ferrari              | 124    |
| 7    | Nico Rosberg       | Mercedes             | 112    |
| 8    | Robert Kubica      | Renault              | 108    |
| 9    | Michael Schumacher | Mercedes             | 46     |
| 10   | Adrian Sutil       | Force India-Mercedes | 45     |
| 11   | Rubens Barrichello | Williams-Cosworth    | 31     |
| 12   | Kamui Kobayashi    | BMW Sauber-Ferrari   | 21     |
| 13   | Vitaly Petrov      | Renault              | 19     |
| 14   | Nico Hülkenberg    | Williams-Cosworth    | 16     |
| 15   | Vitantonio Liuzzi  | Force India-Mercedes | 13     |
| 16   | Sébastien Buemi    | Toro Rosso-Ferrari   | 7      |
| 17   | Pedro de la Rosa   | BMW Sauber-Ferrari   | 6      |
| 18   | Jaime Alguersuari  | Toro Rosso-Ferrari   | 3      |

| Pos. | Écurie               | Points |
| ---- | -------------------- | ------ |
| 1    | Red Bull-Renault     | 350    |
| 2    | McLaren-Mercedes     | 347    |
| 3    | Ferrari              | 290    |
| 4    | Mercedes             | 158    |
| 5    | Renault              | 127    |
| 6    | Force India-Mercedes | 58     |
| 7    | Williams-Cosworth    | 47     |
| 8    | BMW Sauber-Ferrari   | 27     |
| 9    | Toro Rosso-Ferrari   | 10     |

## Statistiques
- 19e pole position de sa carrière pour Fernando Alonso.
- 24e victoire de sa carrière pour Fernando Alonso.
- 4e hat-trick de sa carrière pour Fernando Alonso.
- 213e victoire pour Ferrari en tant que constructeur.
- 214e victoire pour Ferrari en tant que motoriste.
- En menant le Grand Prix pendant 35 tours, Jenson Button passe la barre des 500 tours en tête d'un Grand Prix (501 tours).
- 85e Grand Prix pour Pedro de la Rosa, évincé de BMW Sauber. Il sera remplacé par Nick Heidfeld à compter du Grand Prix de Singapour.
- Sakon Yamamoto, pilote essayeur chez HRT, remplace Karun Chandhok lors de ce Grand Prix, il l'avait déjà remplacé à Hockenheim, en Hongrie et en Belgique.
- Emerson Fittipaldi (144 départs en Grands Prix de Formule 1, 14 victoires, 35 podiums, 6 pole positions, 281 points inscrits et double champion du monde en 1972 et 1974) a été nommé conseiller par la FIA pour aider dans leurs jugements le groupe des commissaires de course lors de ce Grand Prix. Il a déjà tenu ce rôle lors du Grand Prix du Canada.
- Sebastian Vettel réalise le record du plus court arrêt au stand de la saison en 2 s 9.